# Lista de portos nos Açores

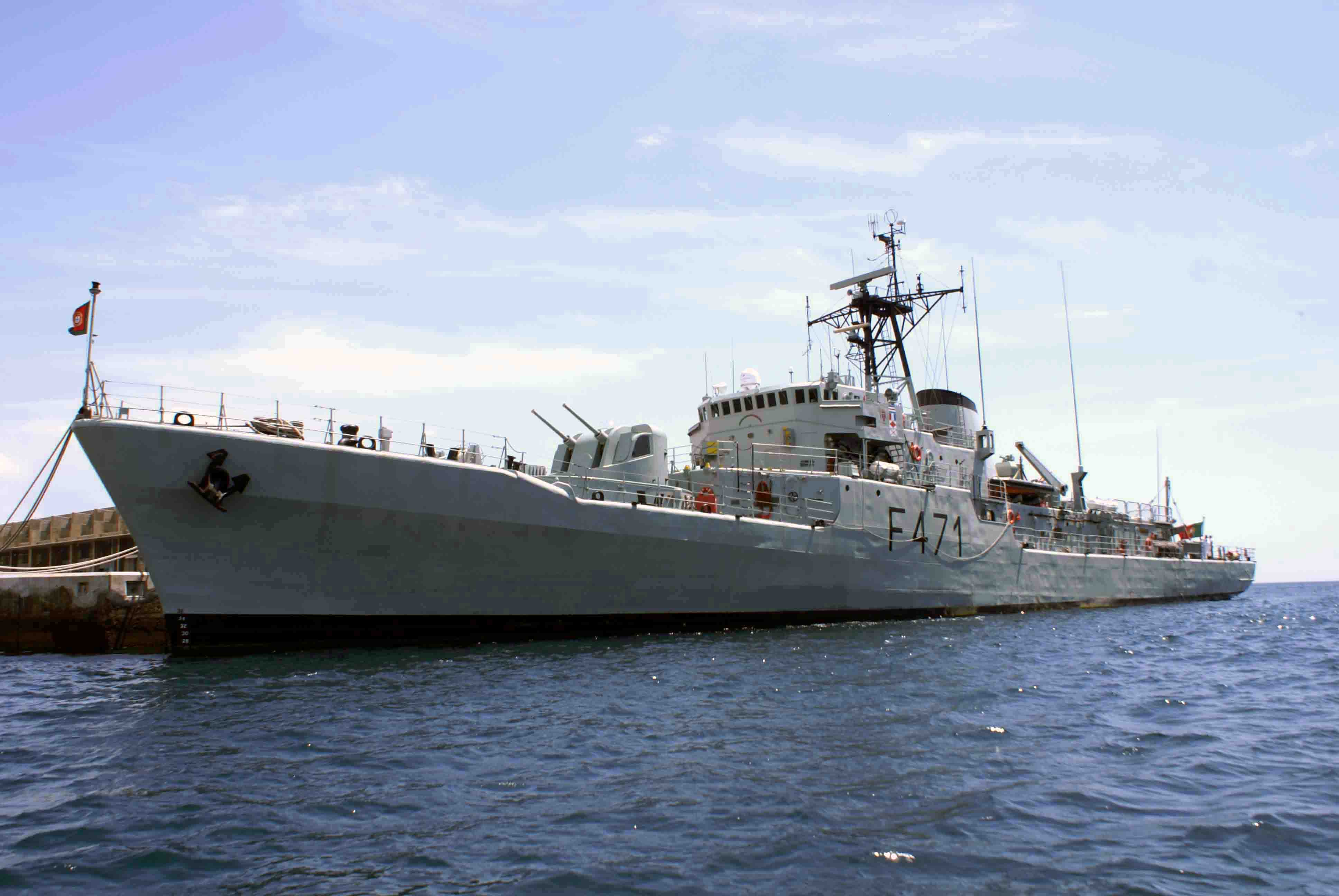
Corveta NRP António Enes, da Marinha de Guerra Portuguesa, no Porto de Pipas, Angra do Heroísmo.

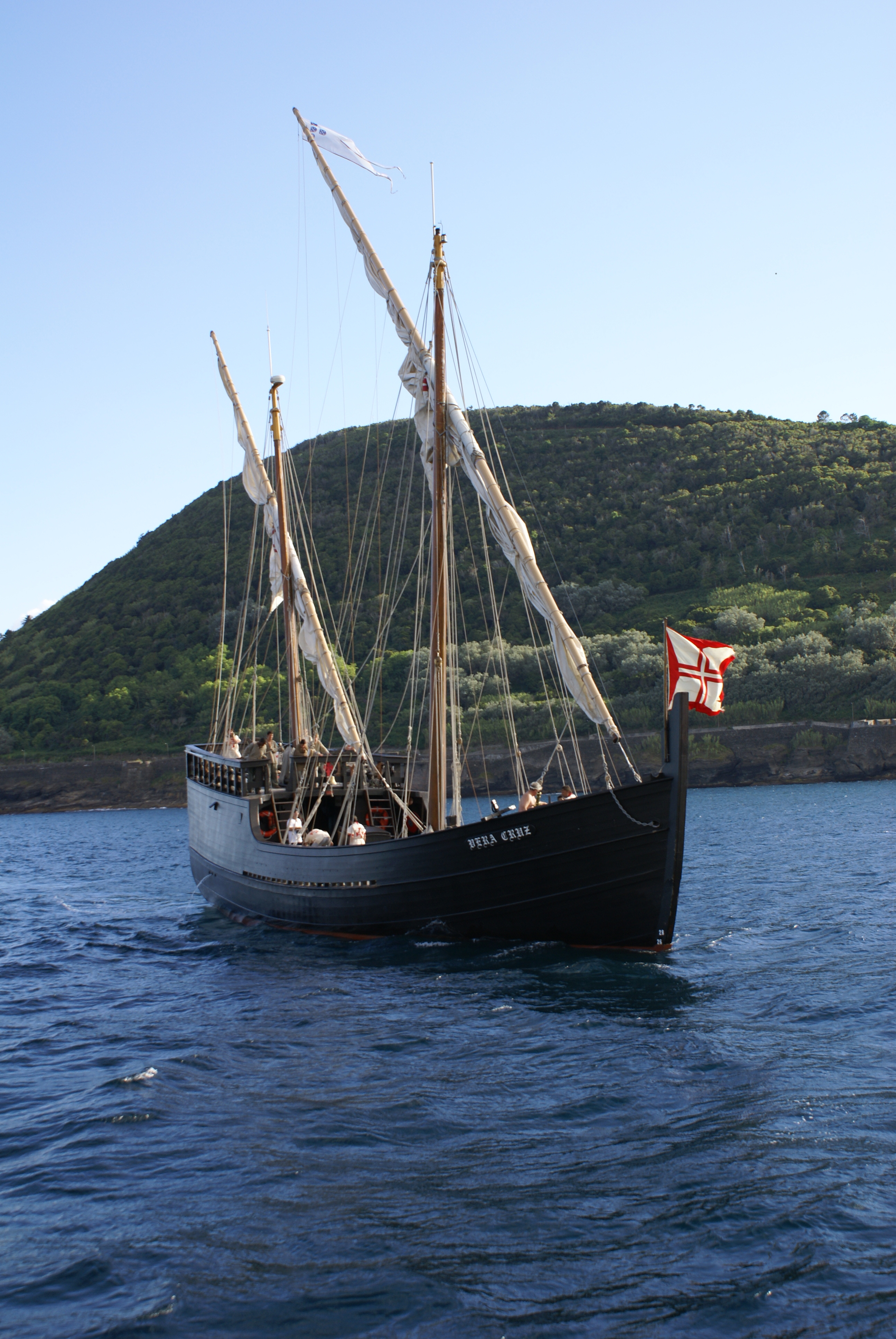
Caravela Vera Cruz a entrar no Porto de Pipas, festas São Joaninas, 2008, Angra do Heroísmo.

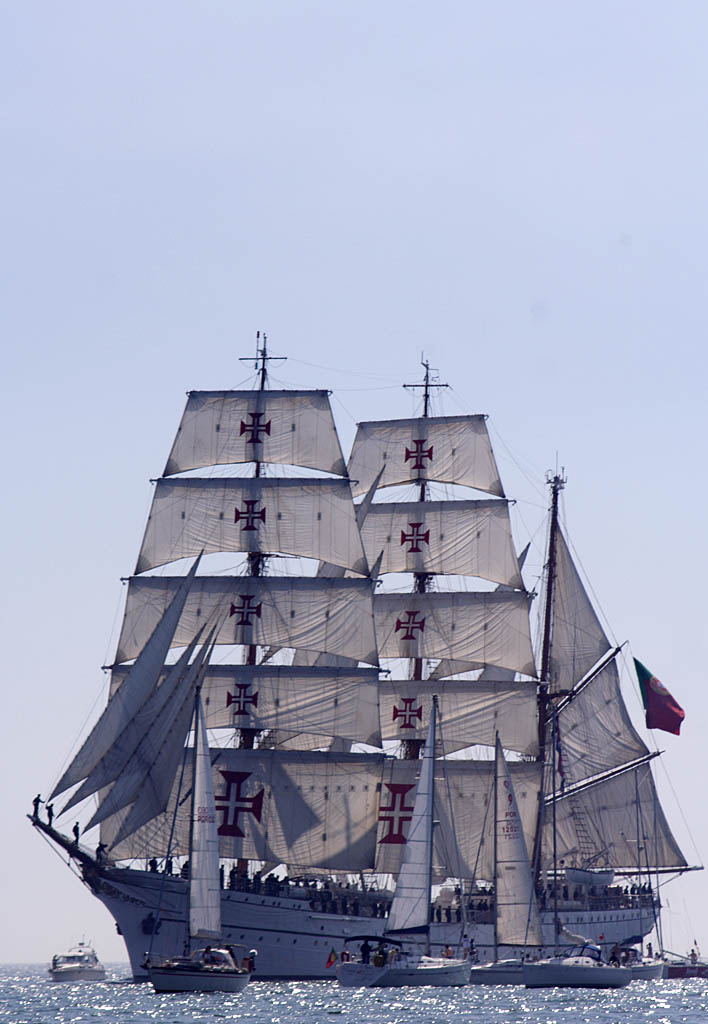
O NRP Sagres a todo o pano.

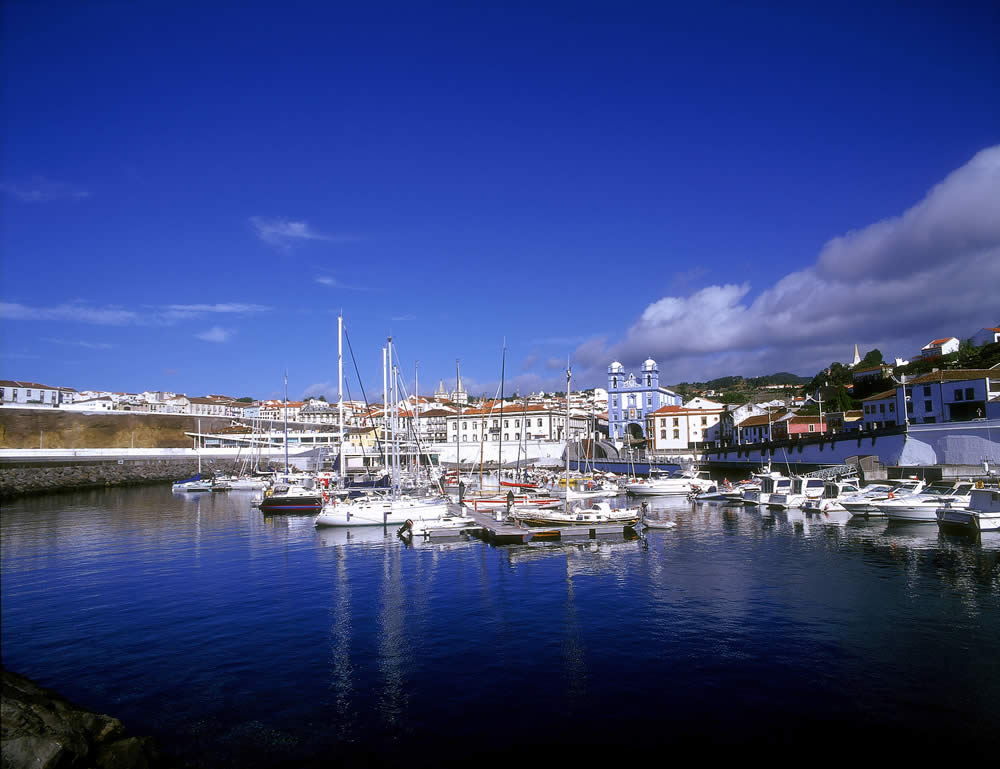
Vista parcial da marina de Angra do Heroísmo.

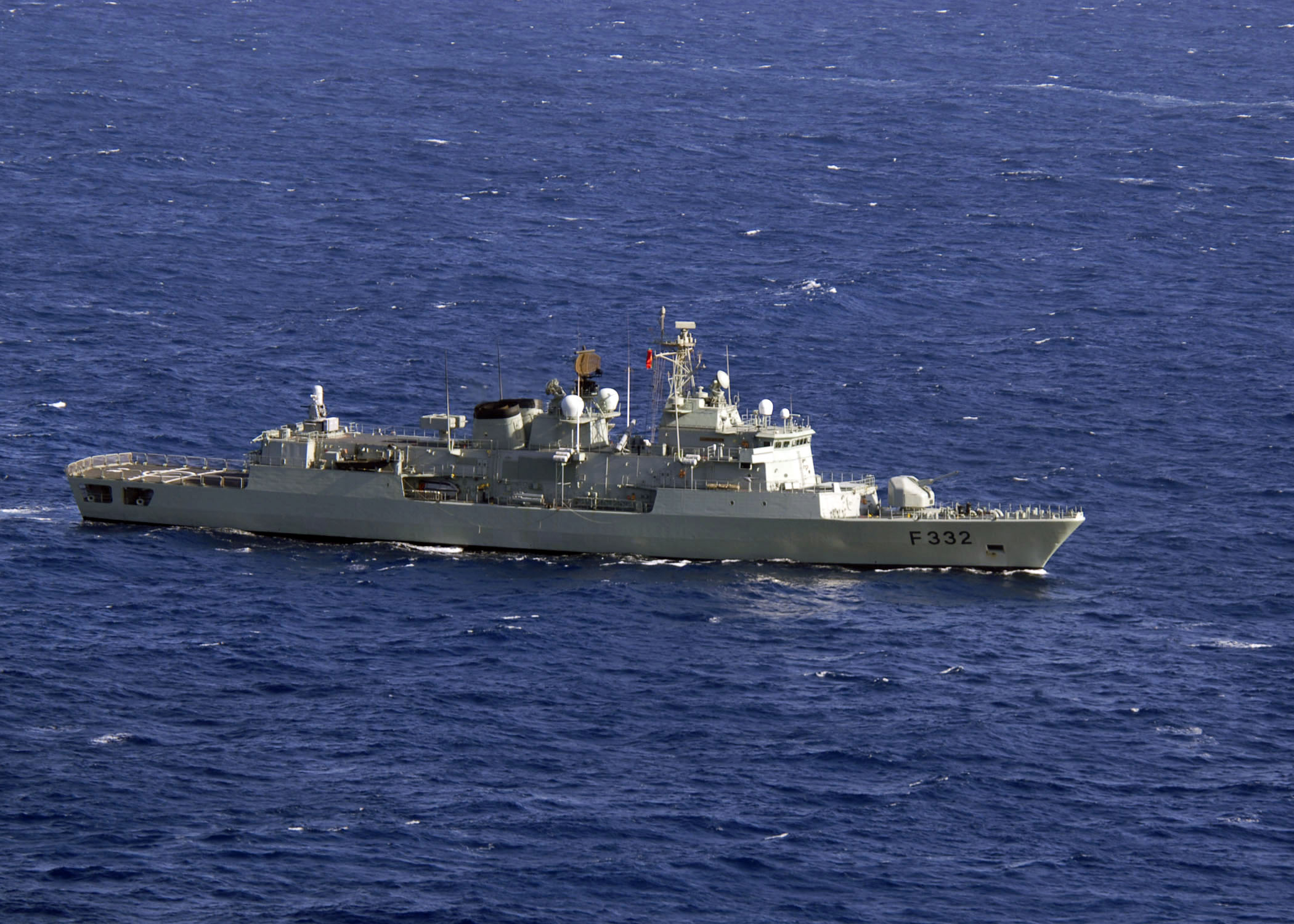
Fragata multiusos NRP Corte Real da Marinha Portuguesa, em 2008

## Ilha Terceira
Angra do Heroísmo
- Porto de Pipas

Praia da Vitória
- Porto Comercial da Praia da Vitória

Portos secundários (Angra do Heroísmo)
- Cais da Figueirinha
- Porto de São Mateus da Calheta
- Porto das Cinco Ribeiras
- Cais da Alfândega
- Porto de pescas do Porto Judeu

Portos secundários (Praia da Vitória)
- Porto dos Biscoitos
- Porto das Quatro Ribeiras
- Porto de pescas do Porto Martins
- Porto de pescas da Vila Nova

## Ilha de São Jorge
Velas
- Porto de Velas

Portos secundários (Velas)
- Porto da Urzelina

Calheta
- Porto da Calheta

Portos secundários (Calheta)
- Porto de Vila do Topo

## Ilha Graciosa
Santa Cruz da Graciosa
- Porto da Praia

Portos secundários (Santa Cruz da Graciosa)
- Porto Afonso
- Porto da Barra
- Porto da Folga
- Porto de Santa Cruz ou Cais do Freire ou Cais Novo
- Porto do Carapacho
- Portinho do Carapacho
- Cais da Alfândega ou Cais da Calheta
- Cais da Negra
- Cais da Praia
- Cais das Fontaínhas
- Cais do Barril
- Cais do Ilhéu da Praia
- Cais do Meio

## Ilha do Pico
São Roque do Pico
- Cais de São Roque do Pico

Portos secundários (São Roque do Pico)
- Caisinho
- Cais de Santo Amaro
- Porto da Rochinha
- Portinho
- Porto da Prainha do Norte
- Porto da Fábrica da Baleia de São Roque do Pico
- Porto de Santo António
- Porto Belo
- Porto Velho
- Porto do Cabrito
- Porto do Lajido

Madalena do Pico
- Cais da Madalena do Pico

Portos secundários (Madalena do Pico)
- Porto do Cachorro
- Cais do Mourato
- Portinho João Lima
- Porto da Formosinha
- Porto da Barca
- Porto dos Pessegueiros
- Porto Velho
- Porto da Areia Larga
- Porto do Pocinho
- Porto do Calhau
- Porto do Mingato
- Porto dos Fogos
- Porto do Guindaste
- Porto de São Mateus
- Porto da Praínha do Galeão
- Porto das Baixas

Lajes do Pico
- Cais das Lajes do Pico

Portos secundários (Lajes do Pico)
- Porto das Ribeiras
- Porto das Ribeiras de Santa Cruz
- Porto das Pontas
- Porto da Aguada
- Porto da Calheta do Nesquim
- Porto da Manhenha
- Portinho
- Cais do Galego
- Cais do Calhau
- Cais da Baixa
- Porto do Adimoiro
- Porto de São João
- Porto da Fonte
- Portinho
- Porto da Fajã da Baixa

## Ilha das Flores
Santa Cruz das Flores
- Porto de Santa Cruz das Flores

Portos secundários (Santa Cruz das Flores)
Lajes das Flores
Portos secundários (Lajes das flores

## Ilha do Corvo
Vila do Corvo
- Porto da Casa

## Ilha de São Miguel
Ponta Delgada
- Porto de Ponta Delgada

Portos secundários (Ponta Delgada)
Vila Franca do Campo
Portos secundários (Vila Franca do Campo)
Nordeste
Portos secundários (Nordeste)
Lagoa
- Porto da Lagoa

Portos secundários (Lagoa)
Ribeira Grande
- Porto de Santa Iria

Portos secundários (Ribeira Grande)

## Ilha de Santa Maria
Vila do Porto
- Porto de Vila do Porto

Portos secundários
- Porto dos Anjos
- Porto da Baía da Maia
- Porto de São Lourenço

## Ilha do Faial
Horta
- Porto de Horta

Portos secundários (Horta)
- Porto do Varadouro
- Porto da Feteira